# 小山努
小山 努（こやま つとむ、1972年6月8日 - ）は、英文学者、日本大学、拓殖大学、聖徳大学講師。

## 来歴
東京都足立区生まれ。駒澤大学経済学部経済学科卒業、聖徳大学大学院言語文化研究科博士後期課程単位取得満期退学。駒澤大学では、教職課程において、シェイクスピア学者として有名な荒井良雄教授から、シェイクスピアはもちろん英会話も学ぶ。聖徳大学大学院においては、日本におけるハーディ研究の第一人者、藤井繁博士より薫陶を受ける。
2006年から講師として、聖徳大学で英語を教える。のちに、日本大学、拓殖大学でも講師を務める。トマス・ハーディの小説、Jude the Obsucure『日陰者ジュード』で聖徳大学にて修士号（英文学）取得。時間論を中心に論文を発表している。東京都港区にある学校法人正則高校でも、高校生に英語を教えている。

## 論文
- 『森林地の人々』ジャイルズ・ウィンターボーンの利他主義をめぐって 小山　努 聖徳大学言語文化研究所 『論叢』 1(23) 2016年
- 『森林地の人々』ジョン・サウスの死をめぐって 小山　努 東京英米文学研究会　『紀要』 1(11) 2016年
- 『キャスターブリッジの市長』その空間移動をめぐって 小山　努 聖徳大学言語文化研究所『論叢』 22 2015年
- 『森林地の人々』―視点人物としてのマーティ・サウスの役割をめぐって― 小山　努 聖徳大学言語文化学会言語文化研究 1(12) 2013年
- 『キャスターブリッジの市長』―穀物取り引きをめぐる攻防と「時」― 小山　努 聖徳大学言語文化学会言語文化研究 1(11) 2012年
- 『キャスターブリッジの市長』―ヘンチャードと禁酒をめぐって― 小山　努 聖徳大学言語文化学会言語文化研究 1(10) 2011年
- 『青い眼』―ラクセリアン卿の祈りをめぐって― 小山　努 聖徳大学言語文化学会言語文化研究 1(9) 2010年
- The Mayor of Casterbridge ―逆転する立場と「時」をめぐって― 小山　努 聖徳大学言語文化学会言語文化研究 1(8) 2009年
- 『キャスターブリッジの市長』―エイベル・ウィットルの時計と砂時計をめぐって― 小山　努 聖徳大学言語文化学会言語文化研究 1(7) 2008年
- 『キャスターブリッジの市長』―船乗りニューソンの役割をめぐって― 小山　努 聖徳大学言語文化学会言語文化研究 1(6) 2007年
- 『日陰者ジュード』―スーの求めたキリスト教信仰をめぐって― 小山　努 聖徳大学言語文化学会言語文化研究 1(5) 2006年
- 『日陰者ジュード』―ジュードの孤独はだれの孤独か― 小山　努 聖徳大学大学院言語文化研究言語文化研究 1(4) 2005年